# Lawinenrakete
Eine Lawinenrakete ist ein mit Sprengstoff bestückter, sich selbst antreibender, unbemannter, nicht-militärischer Boden-Boden-Flugkörper (ballistische Rakete) mit einem Feststoffraketentriebwerk (Schwarzpulver).

## Geschichte
Feststoffraketen wurden vermutlich von den Byzantinern bereits im 7. Jahrhundert gebaut. Sie bestanden aus Bambus als Raketenkörper und einer Mischung aus Salpeter und Schwefel als Treibstoff. Unabhängig davon sollen in China im 13. Jahrhundert Raketen entwickelt worden sein, die mit Schwarzpulver angetrieben wurden. Diese wurden unter anderem auch für militärische Zwecke verwendet. In Europa wurden Raketen später bekannt, ihre Hauptbedeutung hatten sie hier aber vorerst nur als Feuerwerkskörper (siehe auch: Congreve’sche Rakete). Ob solche Raketen auch für die Auslösung von Lawinen verwendet wurden, ist bislang nicht untersucht.
Von Instruktions-Unteroffizier der Infanterie, Schärer, wurde ein etwa 4 kg schweres mobiles Lawinenabschussgerät mit einer Feststoffrakete entwickelt und 1954 getestet. Es soll auf eine Reichweite zwischen 300 und 800 Metern gehabt haben und war mit einem Zeitzünder ausgestattet. Dieses Kleinraketensystem wurde mit etwa 1,2 kg Wirkstoff zur Lawinenauslösung beladen.
Die Firma Hans Hamberger AG aus Oberried, Schweiz, vertrieb einige Jahrzehnte Lawinenraketen, die jedoch keine größere Marktakzeptanz fand, da es sich dabei um Kriegsmaterial handelte, welches nur begrenzt frei verkehrsfähig war.

## Aufbau
Die Lawinenrakete besteht im Wesentlichen nur aus zwei Teilen, dem Antrieb sowie der Nutzlast (Sprengstoff), die sich in der Rakete befinden.
Lawinenraketen haben sich am Markt dauerhaft und in großer Stückzahl nicht durchgesetzt. Sie sollen zu ungenau beim Erreichen des eingestellten Zieles gewesen sein und insbesondere anfällig gegen Windböen.

## System Hamberger
Die Lawinenrakete der Fa. Hamberger hatte eine Länge von 70 cm, einen Durchmesser von 50 mm und ein Startgewicht von 1,2 kg.  Die Sprengstoffmenge war mit 0,3 kg begrenzt und die Treibmittelladung aus Schwarzpulver auf 0,27 bis 0,3 kg. Die Lawinenrakete hatte eine maximale Reichweite von 1400 Meter (horizontal).
Der Raketenkörper bestand aus Kunststoff und Holz und hatte ein Leitwerk. Der Start der Rakete erfolgte nach dem Zünden etwa nach 10 bis 15 Sekunden. Der Sprengstoff wurde über einen pyrotechnischen Verzögerungssatz gezündet, wodurch es in der Regel nicht zu einer Überschneezündung kam, sondern die Rakete in den Schnee eindrang und erst dann zündete. Dies hatte zur Folge, dass die Wirkung des Sprengstoffes nicht optimal erfolgte, da der Auslösepunkt bei Überschneesprengungen ca. +3 bis 3,5 Meter sein sollte. Zum richtigen Zeitpunkt der Auslösung von Lawinen siehe: Künstliche Lawinenauslösung – Auslösezeitpunkt.
Der Antrieb (Treibsatz) einer Lawinenauslöserakete der Firma Hamberger, Typ 2 Spezial, bestand aus Schwarzpulver mit 75 % Salpeter, 17 % Kohle und 8 % Schwefel. Der Sprengsatz (Nutzlast) aus 50 % Aluminium und 50 % Kaliumperchlorat.
Das Abschussgerät (Startgestell) der Fa. Hamberger konnte mobil oder stationär verwendet werden. Die Lawinenrakete wurde die ersten etwa eineinhalb  Meter an einem metallenen Führungsstab an Leitösen geführt.

## Verwendung in Österreich
Lawinenraketen Typ II Spezial der Firma Hamberger wurden in Österreich ausschließlich im Skigebiet Hochfügen bei der Skilift- und Erschließungsgesellschaft Hochfügen über etwa 40 Jahre verwendet. Die Lawinenauslöseraketen wurden gemäß einem Gutachten des Bundesministeriums für Inneres vom 29. März 1982 als Flugkörper mit Waffenwirkung eingestuft, nachdem diese über etwa 20 Jahre zuvor ohne weitere Bewilligung eingeführt und verwendet werden konnten. Seither war für die Verwendung eine Genehmigung des Bundesministeriums für Inneres und für jede Einfuhr aus der Schweiz nach Österreich eine eigene Genehmigung des Bundesministeriums für Landesverteidigung erforderlich.

## Kosten
Eine Lawinenrakete wurde im Jahr 2000 mit Schweizer Franken 250,00 verrechnet (etwa Euro 215,00).